# Терца Позиционе
Терца Позиционе (срп. Трећа позиција) био је краткотрајан неофашистички политички покрет основан у Риму 1978. године. Група је објављивала часопис, такође назван Терца Позиционе, који је промовисао политику Треће позиције. Основана је од стране тинејџера и студената из претходне групе зване Лота Студентеска (срп. Студентска борба).